# SYRIZA
A Coligação da Esquerda Radical (em grego: Συνασπισμός Ριζοσπαστικής Αριστεράς, Synaspismós Rizospastikís Aristerás, conhecida pelo acrônimo SYRIZA) é um partido político de esquerda da Grécia. Foi fundado em 2004 como uma aliança eleitoral de 13 partidos e organizações de esquerda, sendo a componente principal o partido Synaspismós (SYN - Coligação de Movimentos de Esquerda e Ecológicos; em grego Συνασπισμός της Αριστεράς των Κινημάτων και της Οικολογίας, Synaspismós tis Aristerás tu Kinīmátōn kai tis Oikologías). Em maio de 2012, o SYRIZA apresentou-se como um único partido.
Após a vitória eleitoral em janeiro de 2015 o líder do SYRIZA, Alexis Tsipras, foi empossado como primeiro-ministro para dirigir o novo governo da Grécia — o Governo Tsipras. Realizou-se assim um governo de coalizão com o partido nacionalista conservador, Gregos Independentes.
O SYRIZA defende o aumento dos impostos para os contribuintes com mais rendimentos, o adiamento ou anulação dos pagamentos da dívida, cortes nos gastos da defesa e um aumento do salário mínimo e das pensões. Tsipras, um dos mais novos líderes políticos gregos, defende uma frente ampla antiausteridade, inclusive com partidos de direita, como o Gregos Independentes, e a Nova Democracia, que teve um dirigente indicado para a presidência grega pelo SYRIZA.

## História

### Formação
A Coligação da Esquerda Radical tem sua origem no Espaço para o Diálogo da Unidade e Acção Comum da Esquerda (grego: Χώρος Διαλόγου για την Ενότητα και Κοινή Δράση της Αριστεράς), lançado em 2001. O "Espaço" era composto por várias organizações políticas gregas de esquerda que, apesar de diferenças ideológicas e históricas, conseguiram chegar a uma plataforma política comum, acerca de temas importantes que haviam surgido na Grécia no final da década de 1990, tais como a guerra do Kosovo e privatizações.

### Eleições parlamentares de 2012
Nas eleições parlamentares de 6 de maio de 2012, a SYRIZA conquistou 16 % dos votos e 50 deputados, tornando-se no segundo maior partido, a seguir à Nova Democracia e antes do PASOK. O crescimento da SYRIZA é considerado como uma das manifestações de protesto contra a política de austeridade, seguida nos últimos anos, e contra a entrada no parlamento de partidos da extrema direita.
Nestas eleições parlamentares de junho de 2012, essenciais para a Grécia, o SYRIZA registou novamente um aumento de votos, obtendo 26,8%, mas foi novamente superado pela Nova Democracia, com 29,9%. Em resposta ao convite desta última para participar de um governo de unidade nacional, o SYRIZA anunciou a sua decisão de ficar na oposição.

### Eleições de 2014 para o Parlamento Europeu
Em 2014, o SYRIZA foi o grande vencedor das eleições dos representantes da Grécia no Parlamento Europeu, realizadas entre 22 e 25 de maio de 2014. O partido obteve aproximadamente 27% dos votos, na primeira vitória em eleições desde a sua criação. Já o partido do governo Nova Democracia, do primeiro-ministro Antónis Samarás, ficou em segundo lugar, com cerca de 23% dos votos. A vitória do SYRIZA provocou mudanças na equipa do governo do conservador Samarás. A principal bandeira do partido vencedor continua a ser o fim da política de austeridade imposta pela "Troika" (Banco Central Europeu, FMI e Comissão Europeia) à Grécia. Em novembro de 2014, Tsipras voltou a garantir que o SYRIZA vai reclamar a anulação de parte da dívida grega, tal como aconteceu com a Alemanha em 1953.

### Vitória eleitoral em 2015
O Parlamento grego deveria eleger um novo presidente da República em dezembro de 2014. Porém, o candidato Stavros Dimas, apoiado pela Nova Democracia, não conseguiu obter em três votações sucessivas o mínimo de 200 votos parlamentares estipulado pela lei do país, e, segundo a constituição grega, o presidente Karolos Papoulias viu-se obrigado a dissolver o parlamento e convocar eleições. Em 25 de janeiro 2015 foram realizadas eleições legislativas: o SYRIZA conseguiu 36,34% dos votos, quase nove pontos à frente do partido conservador Nova Democracia, do primeiro-ministro Antónis Samarás (com 27,81%). O partido obteve 149 das 300 cadeiras do parlamento, ficando a apenas 2 da maioria absoluta. Iniciadas conversações com outros partidos no dia seguinte, o partido conservador de direita e anti-austeridade Gregos Independentes aceitou coligar-se com o Syriza. O governo Tsipras tomou posse dois dias depois, com Yanis Varoufakis na pasta das finanças, e a pasta da defesa para o partido Gregos Independentes.

### Cisão do partido e nova vitória eleitoral
Apesar da vitória do "Não", apoiado pelo partido, no referendo grego de 2015, sobre a aceitação de novas medidas de austeridade, Alexis Tsipras e o seu governo acabou por aceitar um novo resgate e a subsequente aplicação de novas medidas de austeridade, em Julho de 2015. A aceitação de um novo resgate levou a uma profunda divisão interna do partido, com ala de extrema-esquerda, liderada por Panagiotis Lazafanis, a romper com o partido e fundar a Unidade Popular. Mesmo com a ruptura interna, o novo resgate foi aprovado, muito graças ao apoio dos partidos de oposição (Nova Democracia, PASOK e To Potami) e, após tal aprovação, Tsipras decidiu demitir-se e, assim, provocar eleições antecipadas.
Nas eleições de Setembro de 2015, apesar de muitos preverem uma dispusta renhida entre SYRIZA e a Nova Democracia, o partido obteve um resultado semelhante ao de Janeiro de 2015, conquistando, cerca de, 36% dos votos e 145 deputados. Após as eleições, a coligação de governo entre SYRIZA e os nacionalistas Gregos Independentes foi renovada e, assim, Alexis Tsipras voltou a ser reconduzido primeiro-ministro.

## Organizações integrantes
A SYRIZA foi composto pela unificação dos seguintes partidos:
| Partido                                     | Ideologia                                                 |
| ------------------------------------------- | --------------------------------------------------------- |
| Synaspismós                                 | Socialismo democrático, Ecossocialismo, Eurocomunismo     |
| Cidadãos Activos                            | Socialismo, Patriotismo                                   |
| Grupo Político Anticapitalista              | Comunismo, Trotskismo, Anticapitalismo                    |
| Associação de Cidadãos de Riga              | Internacionalismo, Patriotismo, Ecologismo                |
| Organizão Comunista da Grécia               | Comunismo, Maoismo                                        |
| Plataforma Comunista do SYRIZA              | Comunismo, Trotskismo, Eurocepticismo                     |
| Movimento Democrático Social                | Socialismo democrático, Social-democracia, Eurocepticismo |
| Ecossocialistas da Grécia                   | Ecossocialismo, Ecologismo                                |
| Esquerda Operária Internacionalista         | Comunismo, Trotskismo, Internacionalismo                  |
| Movimento de Unidade de Ação da Esquerda    | Comunismo, Marxismo–Leninismo                             |
| Novo Lutador                                | Socialismo democrático, Social-democracia                 |
| Grupo da Esquerda Radical ROZA              | Luxemburguismo, Socialismo, Feminismo                     |
| Radicais                                    | Socialismo democrático, Patriotismo                       |
| Vermelho                                    | Comunismo, Trotskismo                                     |
| Esquerda Ecologista, Comunista e Renovadora | Eurocomunismo, Ecossocialismo, Ambientalismo              |
| União do Centro Democrático                 | Social liberalismo, Radicalismo, Centrismo                |
| Movimento Unitário                          | Social-democracia, Socialismo democrático                 |

## Resultados eleitorais

### Eleições legislativas
| Data    | Líder                 | CI. | Votos     | %            | +/-  | Deputados | +/- | Status   |
| ------- | --------------------- | --- | --------- | ------------ | ---- | --------- | --- | -------- |
| 2004    | Nikos Konstantopoulos | 4.º | 241 714   | 3,3 / 100,0  |      | 6 / 300   |     | Oposição |
| 2007    | Alekos Alavanos       | 4.º | 361 101   | 5,0 / 100,0  | 1,7  | 14 / 300  | 8   | Oposição |
| 2009    | Alexis Tsipras        | 5.º | 315 665   | 4,6 / 100,0  | 0,4  | 13 / 300  | 1   | Oposição |
| 05/2012 | Alexis Tsipras        | 2.º | 1 061 928 | 16,8 / 100,0 | 12,2 | 52 / 300  | 39  | Oposição |
| 06/2012 | Alexis Tsipras        | 2.º | 1 655 022 | 26,9 / 100,0 | 10,1 | 71 / 300  | 19  | Oposição |
| 01/2015 | Alexis Tsipras        | 1.º | 2 245 978 | 36,3 / 100,0 | 9,4  | 149 / 300 | 78  | Governo  |
| 09/2015 | Alexis Tsipras        | 1.º | 1 925 904 | 35,5 / 100,0 | 0,8  | 145 / 300 | 4   | Governo  |
| 2019    | Alexis Tsipras        | 2.º | 1 781 174 | 31,5 / 100,0 | 4,0  | 86 / 300  | 59  | Oposição |
| 05/2023 | Alexis Tsipras        | 2.º | 1 184 621 | 20,1 / 100,0 | 11,4 | 71 / 300  | 15  | -        |
| 06/2023 | Alexis Tsipras        | 2.º | 929 930   | 17,8 / 100,0 | 2,3  | 48 / 300  | 23  | Oposição |

### Eleições europeias
| Data | CI. | Votos     | %            | +/-  | Deputados | +/-     |
| ---- | --- | --------- | ------------ | ---- | --------- | ------- |
| 2009 | 5.º | 240 898   | 4,7 / 100,0  |      | 1 / 22    |         |
| 2014 | 1.º | 1 518 608 | 26,5 / 100,0 | 21,8 | 6 / 21    | 5       |
| 2019 | 2.º | 1 343 816 | 23,8 / 100,0 | 2,7  | 6 / 21    | Estável |
| 2024 | 2.º | 593 133   | 14,9 / 100,0 | 8,9  | 4 / 21    | 2       |